# Rondoniense (Rondônia állam) labdarúgó-bajnokság (első osztály)
A Campeonato Rondoniense de Futebol, Rondônia állam hivatalos labdarúgó bajnoksága, melyet 1945-ben hozott létre az állam labdarúgó-szövetsége.
Brazília többi állami bajnokságától eltérő rendszer alapján bonyolítják le a küzdelmeket, ahol a ligában részt vevő nyolc csapat az első és a második körben is egy alkalommal találkozik ellenfelével. A fordulók első és második helyezett együttese oda-visszavágós alapon mindkét kör után megmérkőzik egymással, végül a bajnoki döntőben újra kétszer játszik egymás ellen a két legjobb helyen végző csapat.
Az állami bajnokság győztese kvalifikálja magát az országos bajnokság negyedik vonalába, indulhat a Copa do Brasil sorozatában, valamint szerepelhet az Északi- és Közép-Nyugati régió által szervezett Copa Verde kupában is.

## Az eddigi győztesek

### Amatőr időszak
Federação de Futebol do Estado de Rondônia (FFER)
| Év   | Bajnok                         | Második                    |
| ---- | ------------------------------ | -------------------------- |
| 1945 | Ypiranga (1) (Porto Velho)     |                            |
| 1946 | Ferroviário (1) (Porto Velho)  |                            |
| 1947 | Ferroviário (2) (Porto Velho)  |                            |
| 1948 | Ferroviário (3) (Porto Velho)  |                            |
| 1949 | Ferroviário (4) (Porto Velho)  |                            |
| 1950 | Ferroviário (5) (Porto Velho)  |                            |
| 1951 | Ferroviário (6) (Porto Velho)  |                            |
| 1952 | Ferroviário (7) (Porto Velho)  |                            |
| 1953 | Ypiranga (2) (Porto Velho)     |                            |
| 1954 | Moto Clube (1) (Porto Velho)   |                            |
| 1955 | Ferroviário (8) (Porto Velho)  |                            |
| 1956 | Flamengo (1) (Porto Velho)     |                            |
| 1957 | Ferroviário (9) (Porto Velho)  |                            |
| 1958 | Ferroviário (10) (Porto Velho) |                            |
| 1959 | Ypiranga (2) (Porto Velho)     |                            |
| 1960 | Flamengo (2) (Porto Velho)     |                            |
| 1961 | Flamengo (3) (Porto Velho)     |                            |
| 1962 | Flamengo (4) (Porto Velho)     |                            |
| 1963 | Ferroviário (11) (Porto Velho) |                            |
| 1964 | Ypiranga (3) (Porto Velho)     |                            |
| 1965 | Flamengo (5) (Porto Velho)     |                            |
| 1966 | Flamengo (6) (Porto Velho)     |                            |
| 1967 | Flamengo (7) (Porto Velho)     |                            |
| 1968 | Moto Clube (2) (Porto Velho)   | Ypiranga (Porto Velho)     |
| 1969 | Moto Clube (3) (Porto Velho)   |                            |
| 1970 | Ferroviário (12) (Porto Velho) |                            |
| 1971 | Moto Clube (4) (Porto Velho)   | São Domingos (Porto Velho) |
| 1972 | Moto Clube (5) (Porto Velho)   |                            |
| 1973 | São Domingos (1) (Porto Velho) | Moto Clube (Porto Velho)   |
| 1974 | Botafogo (1) (Porto Velho)     |                            |
| 1975 | Moto Clube (6) (Porto Velho)   | Flamengo (Porto Velho)     |
| 1976 | Moto Clube (7) (Porto Velho)   | Ypiranga (Porto Velho)     |
| 1977 | Moto Clube (8) (Porto Velho)   |                            |
| 1978 | Ferroviário (13) (Porto Velho) |                            |
| 1979 | Ferroviário (14) (Porto Velho) |                            |
| 1980 | Moto Clube (9) (Porto Velho)   |                            |
| 1981 | Moto Clube (10) (Porto Velho)  | Flamengo (Porto Velho)     |
| 1982 | Flamengo (8) (Porto Velho)     |                            |
| 1983 | Flamengo (9) (Porto Velho)     |                            |
| 1984 | Ypiranga (4) (Porto Velho)     |                            |
| 1985 | Flamengo (10) (Porto Velho)    |                            |
| 1986 | Ferroviário (15) (Porto Velho) | Flamengo (Porto Velho)     |
| 1987 | Ferroviário (16) (Porto Velho) |                            |
| 1988 | nem rendezték meg              | nem rendezték meg          |
| 1989 | Ferroviário (17) (Porto Velho) |                            |
| 1990 | nem rendezték meg              | nem rendezték meg          |

### Professzionális időszak
Federação de Futebol do Estado de Rondônia (FFER)
| Év   | Bajnok                          | Második                             |
| ---- | ------------------------------- | ----------------------------------- |
| 1991 | Ji-Paraná (1) (Ji-Paraná)       | Ferroviário (Porto Velho)           |
| 1992 | Ji-Paraná (2) (Ji-Paraná)       | Grêmio Recreativo (Espigão d'Oeste) |
| 1993 | SE Ariquemes (1) (Ariquemes)    | Porto Velho (Porto Velho)           |
| 1994 | SE Ariquemes (2) (Ariquemes)    | Ji-Paraná (Ji-Paraná)               |
| 1995 | Ji-Paraná (3) (Ji-Paraná)       | Pinheiros (Rolim de Moura)          |
| 1996 | Ji-Paraná (4) (Ji-Paraná)       | Cruzeiro (Porto Velho)              |
| 1997 | Ji-Paraná (5) (Ji-Paraná)       | Ouro Preto (Ouro Preto do Oeste)    |
| 1998 | Ji-Paraná (6) (Ji-Paraná)       | Cruzeiro (Porto Velho)              |
| 1999 | Ji-Paraná (7) (Ji-Paraná)       | Pinheiros (Rolim de Moura)          |
| 2000 | Guajará (1) (Guajará-Mirim)     | Genus (Porto Velho)                 |
| 2001 | Ji-Paraná (8) (Ji-Paraná)       | União Cacoalense (Cacoal)           |
| 2002 | CFA (1) (Porto Velho)           | União Cacoalense (Cacoal)           |
| 2003 | União Cacoalense (1) (Cacoal)   | CFA (Porto Velho)                   |
| 2004 | União Cacoalense (2) (Cacoal)   | Ji-Paraná (Ji-Paraná)               |
| 2005 | Vilhena (1) (Vilhena)           | Ji-Paraná (Ji-Paraná)               |
| 2006 | Ulbra Ji-Paraná (1) (Ji-Paraná) | Vilhena (Vilhena)                   |
| 2007 | Ulbra Ji-Paraná (2) (Ji-Paraná) | Jaruense (Jaru)                     |
| 2008 | Ulbra Ji-Paraná (3) (Ji-Paraná) | Vilhena (Vilhena)                   |
| 2009 | Vilhena (2) (Vilhena)           | Genus (Porto Velho)                 |
| 2010 | Vilhena (3) (Vilhena)           | Ariquemes FC (Ariquemes)            |
| 2011 | Espigão (1) (Espigão d'Oeste)   | Ariquemes FC (Ariquemes)            |
| 2012 | Ji-Paraná (9) (Ji-Paraná)       | Espigão (Espigão d'Oeste)           |
| 2013 | Vilhena (4) (Vilhena)           | Pimentense (Pimenta Bueno)          |
| 2014 | Vilhena (5) (Vilhena)           | Ariquemes (Ariquemes)               |
| 2015 | Genus (1) (Porto Velho)         | Vilhena (Vilhena)                   |
| 2016 | Rondoniense (1) (Porto Velho)   | Genus (Porto Velho)                 |
| 2017 | Real Ariquemes (1) (Ariquemes)  | Barcelona (Vilhena)                 |
| 2018 | Real Ariquemes (2) (Ariquemes)  | Barcelona (Vilhena)                 |

## Legsikeresebb csapatok
| Csapat           | Város           | Bajnok |
| ---------------- | --------------- | --- |
| Ferroviário      | Porto Velho     | 17 (1946, 1947, 1948, 1949, 1950, 1951, 1952, 1955, 1957, 1958, 1963, 1970, 1978, 1979, 1986, 1987, 1989) |
| Flamengo         | Porto Velho     | 10 (1956, 1960, 1961, 1962, 1965, 1966, 1967, 1982, 1983, 1985)                                           |
| Moto Clube       | Porto Velho     | 10 (1954, 1968, 1969, 1971, 1972, 1975, 1976, 1977, 1980, 1981)                                           |
| Ji-Paraná        | Ji-Paraná       | 9 (1991, 1992, 1995, 1996, 1997, 1998, 1999, 2001, 2012)                                                  |
| Vilhena          | Vilhena         | 5 (2005, 2009, 2010, 2013, 2014)                                                                          |
| Ypiranga         | Porto Velho     | 5 (1945, 1953, 1959, 1964, 1984)                                                                          |
| Ulbra Ji-Paraná  | Ji-Paraná       | 3 (2006, 2007, 2008)                                                                                      |
| Real Desportivo  | Ariquemes       | 2 (2017, 2018)                                                                                            |
| SE Ariquemes     | Ariquemes       | 2 (1993, 1994)                                                                                            |
| União Cacoalense | Cacoal          | 2 (2003, 2004)                                                                                            |
| Botafogo         | Porto Velho     | 1 (1974)                                                                                                  |
| CFA              | Porto Velho     | 1 (2002)                                                                                                  |
| Espigão          | Espigão d'Oeste | 1 (2011)                                                                                                  |
| Guajará          | Guajará-Mirim   | 1 (2000)                                                                                                  |
| Genus            | Porto Velho     | 1 (2015)                                                                                                  |
| Rondoniense      | Porto Velho     | 1 (2016)                                                                                                  |
| São Domingos     | Porto Velho     | 1 (1973)                                                                                                  |